# Sarcophaga thatuna
Sarcophaga thatuna är en tvåvingeart som beskrevs av Aldrich 1916. Sarcophaga thatuna ingår i släktet Sarcophaga och familjen köttflugor. Inga underarter finns listade i Catalogue of Life.